# Rostraria hispida
Rostraria hispida là một loài thực vật có hoa trong họ Hòa thảo. Loài này được (Savi) Dogan miêu tả khoa học đầu tiên năm 1983.